# Myrsine obovata
Myrsine obovata är en viveväxtart som först beskrevs av Moore, och fick sitt nu gällande namn av Francis Raymond Fosberg och Sachet. Myrsine obovata ingår i släktet Myrsine och familjen viveväxter. Inga underarter finns listade i Catalogue of Life.